# Hugo Röhr
Hugo Röhr (Dresden, Saxònia, 1866 - 1937) fou un director d'orquestra i compositor alemany del Romanticisme.
Estudià en el Conservatori de la seva ciutat natal i fou director d'orquestra a Augsburg, Praga, Breslau i Magúncia; director de la Reial Òpera de Múnic des del 1896, on tingué entre altres alumnes a Berta Morena; director i professor de la Societat coral fins al 1912. Des de 1923 professor titular de l'Acadèmia oficial de Cant, de Múnic.
Va compondre l'oratori Ekkehard i l'òpera Vater unser, estrenada a Múnic el 1904; Frauenlist, òpera còmica (1917); Coeur-Dame, òpera (1927), cants corals i d'altres obres.